# Dewittea spinifera
Dewittea spinifera är en kackerlacksart som beskrevs av Karlis Princis 1963. Dewittea spinifera ingår i släktet Dewittea och familjen småkackerlackor.
Artens utbredningsområde är Guinea. Inga underarter finns listade i Catalogue of Life.